# 龙山岛
龙山岛，曾名狗头山。位于浙江省台州三门湾健跳港口外侧，隶属三门县健跳镇。龙山岛和邻近的小狗山（小龙头岛）、木杓岛、长山（长屿岛）、点灯岛等岛礁，设立龙山村，龙山岛是该群岛中唯一的住人岛。

## 地理
龙山岛陆域面积1.030平方公里，海岸线长6.84公里。最高点海拔146.8米，全岛无平地，为低丘地形，土壤为黄泥土。植被覆盖率达95.0%。

## 交通
龙山岛南面的狗头门是健跳港进出的航道。岛上现有小型渡船往来健跳。

## 人文
龙山岛现有人口400余人，设龙山村，包括北沙、足市、龙肚沙、山头和龙脚5个自然村。居民主要从事渔业生产。村集体经济收入来自滩涂承包，2006年人均收入3511元。